# Leonov (cràter)

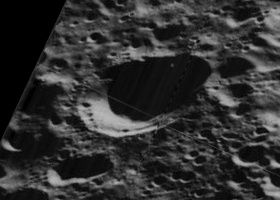
Imatge obliqua de la missió Lunar Orbiter 5

Leonov és un petit cràter d'impacte que s'estén al sud del Mare Moscoviense, un dels pocs mars lunars situats a la cara oculta de la Lluna. Aquest cràter té un contorn en forma de cor, a causa d'una corba cap a l'exterior a la banda nord-oest. La vora de Leonov apareix desgastada, marcada per diversos cràters minúsculs. Les parets i el sòl interior manquen relativament de trets distintius.
El cràter rebé el nom del cosmonauta soviètic Alexey Leonov, el primer ésser humà que dugué a terme una activitat extravehicular (un "passeig espacial") l'any 1965.